# Im Schleudergang
Im Schleudergang ist eine deutsche Fernsehserie in drei Staffeln zu jeweils sechs Folgen, die vom Bayerischen Rundfunk ab 5. April 2013, 25. April 2014 und 29. Juli 2015 im Wochenrhythmus ausgestrahlt wurde. Im Mittelpunkt der bayerischen Geschichten steht die Wäschereibesitzerin Christa Bachmeier, gespielt von Gisela Schneeberger. Produziert wird Im Schleudergang von der Münchner Produktionsfirma Infafilm GmbH Manfred Korytowski für den Bayerischen Rundfunk; gedreht wurde seit 2012. Regie führte der Österreicher Paul Harather (Indien, Schlawiner), die Drehbücher schrieb Peter Bradatsch (Franzi).

## Handlung
Seit Generationen befindet sich eine Schwabinger Wäscherei im Besitz der Familie Bachmeier und wird geführt von der attraktiv-resoluten und doch liebenswert-temperamentvollen Christa Bachmeier (Gisela Schneeberger). Sie steht als Chefin, Mutter, Geliebte und Freundin im Mittelpunkt der Serie.
Christas Tochter heißt Sieglinde und ist mit der Bezeichnung 'Sorgenkind' am besten beschrieben. Das Verhältnis zwischen Tochter und Mutter ist permanent konfliktbeladen und bedarf der ehrlichen Aufarbeitung.
In Christas Leben gibt es zwei Männer: den Friseurmeister Freddy Biber, mit dem sie ein vertraut-gewohntes, etwa zwanzig Jahre währendes glimmendes Verhältnis pflegt, und den Hausfreund Max Vonderthann, einen noblen Ex-Opernsänger, der sich mit Gesangsstunden über Wasser hält. Max ist im wahrsten Sinne der Hausfreund, denn er wohnt im Haus, darf Christas Klavier benutzen und bleibt von Mieterhöhungen verschont.
Christa Bachmeiers engste Mitarbeiterin und Vertraute ist Gitti. Sie kämpft mit Übergewicht und wehen Füßen und ist eine durch und durch 'gute Haut'. Der zweite Mitarbeiter in der Wäscherei ist Michi, ein attraktiver Mittdreißiger mit dem Hang zum Zweitjob und der Leidenschaft für das eine oder das andere nicht ganz so saubere „G'schäfterl“.

## Figuren
Christa Bachmeier ist eine attraktive, quirlige, meist resolute und doch liebenswert temperamentvolle Geschäftsfrau und Inhaberin der Wäscherei Bachmeier. Sie steht als Chefin, Mutter, Geliebte und Freundin im Mittelpunkt der Geschichten. Mit beinahe lässigem Pflichtbewusstsein und einem enormen Drang zur besseren Münchner Gesellschaft gehören zu wollen, leitet sie ihren kleinen Betrieb – und ist auch sonst mit einem impulsiven Selbstbewusstsein und bisweilen anstrengenden Charakter gesegnet.
Freddy Biber ist Friseurmeister und seit vielen Jahren das liebevoll gewohnte Verhältnis von Christa. Freddy war immer da: zuerst als Freund von Christas Ehemann Erich, dann als Seelentröster und irgendwann auch als Liebhaber – immer montags und immer heimlich zum Schäferstündchen im Hotel. Er ist ein Mann vieler Worte, liebt seine Christa, kann sich aber auch nach fünf Jahren als geschiedener Mann nicht offen zu ihr bekennen … noch nicht.
Sieglinde Bachmeier, die Tochter von Christa, hat ein mehr als labiles Selbstwertgefühl; diverse berufliche Ausbildungen hat sie abgebrochen. Nach einer stationären Therapie zieht sie vorübergehend wieder bei ihrer Mutter ein. Das Verhältnis zwischen Tochter und Mutter ist bemüht harmonisch, unterschwellig konfliktgeladen und manchmal ausgesprochen sprachlos. Insgeheim hat Sieglinde nie aufgehört, ihrer Mutter die Schuld für das Auseinanderbrechen der Familie zu geben – nachdem ihr Vater Erich mit einer Friseuse nach Bulgarien durchgebrannt war, als sie noch ein Kind war.
Max Vonderthann ist ein ehemaliger Opernsänger und leicht exaltierter Gentleman mit Seidentuch und guten Manieren. Max hat definitiv schon bessere Zeiten gesehen, trägt dies aber mit Fassung. Er wohnt seit Ewigkeiten bei Christa im Haus und darf an ihrem Klavier Gesangsstunden geben. Ihm schmeichelt, dass Sieglinde sich in Konflikten mit ihrer Mutter bevorzugt bei ihm, dem Onkel Max, väterlichen Rat holt. Dass er vor sehr langer Zeit mal was mit Christa hatte, das wird diskret übergangen. Beim Friseurmeister Freddy Biber allerdings sieht er rot.
Gitti arbeitet in Christas Wäscherei und ist deren engste Vertraute. Sie ist loyal, freundlich, fleißig und zurückhaltend. Oft versucht sie, zwischen Mutter und Tochter zu vermitteln. Manchmal ist das Verhältnis von Christa zu ihr ehrlich freundschaftlich, meist aber eher chefin-freundlich. Gitti kämpft mit Übergewicht und wehen Füßen, ist eine durch und durch 'gute Haut' mit einem untrüglichen Gespür für falsche Töne. Ihr Langmut ist bewundernswert – doch manchmal kommt auch dieser an seine Grenzen.
Michi, der zweite Mitarbeiter in der Wäscherei Bachmeier, ist stets gutgelaunt, manchmal sprunghaft, hat viele unkonventionelle Ideen und noch mehr Lösungen. Auch wenn es mit seiner Arbeitsmoral in der Wäscherei nicht zum Besten steht, so kann sich Christa schon auf ihn verlassen – besonders aber ihrer Tochter Sieglinde ist der Michi allzeit wie ein verlässlicher Bruder. Allein mit dem Verdienst in der Wäscherei kommt der Mittdreißiger nicht über die Runden. Deshalb braucht er einen Zweitjob und frönt der Leidenschaft für das eine oder andere nicht ganz so saubere „G'schäfterl“.

## Folgen

### Zum Papst nach Rom
Es ist Montagnachmittag, und wie seit Jahren trifft sich der Friseur Freddy Biber mit der attraktiven Christa Bachmeier für gemeinsame Stunden zu zweit – in einem Hotel am Rande der Stadt. Während sich Christa und Freddy im Hotel bei Kaffee und Petit Fours für eine neue Zukunft ganz ohne Heimlichkeiten entscheiden, wird Christa überraschend von einer Kundin, die zu den feinsten Münchner Kreisen zählt, zu einer Romreise mit Papstaudienz eingeladen. Das ist für Christa das Nonplusultra, denn sie möchte unbedingt zur besseren Gesellschaft gehören.
Bei Gitti steht plötzlich Sieglinde in der Wäscherei. Sie ist Christas Tochter und wurde nach einer längeren, stationären Therapie früher entlassen als geplant und hätte sich sehr gewünscht, von ihrer Mutter abgeholt zu werden. Als Christa, völlig berauscht von der bevorstehenden Papstreise, in ihre Wohnung zurückkommt, lauscht sie an der Tür und hört, wie Sieglinde dem langjährigen Freund der Familie, Max Vonderthann, ihr Herz ausschüttet. Das erste Zusammentreffen der beiden Frauen ist demzufolge eine wortgewaltige Katastrophe, und Max hat Mühe, nicht zwischen Mutter und Tochter aufgerieben
zu werden.

### Gardasee
Hektik im Hause Bachmeier: Während Christa begeistert ihre Sachen für ein Wochenende mit Freddy packt, spottet Max unten in der Wäscherei höhnisch über die erste offizielle Reise der beiden. Auch Sieglinde ist es höchst unangenehm, dass ihre Mutter ausgerechnet mit dem Friseur Freddy zum Liebeswochenende an den Gardasee fahren will.
Mit Gepäck und Semmeltüte in der Hand wartet Freddy unruhig und in sicherer Entfernung vor der Wäscherei. Als Christa endlich um die Ecke biegt, steigt er beschwingt zu ihr ins Auto. Die gemeinsame Fahrt nach Italien endet abrupt, als Freddy beiläufig erwähnt, dass seine Exfrau Gabi am Wochenende auch auf Reisen ist. Bei Christa schrillen sofort alle Alarmglocken. Und dass Gabi fünf Jahre nach der Scheidung immer noch in Freddys Patientenverfügung steht, bringt das Fass zum Überlaufen. Der Gardasee ist gestrichen.
In der Wäscherei bittet Sieglinde den Hausfreund Max, das Wochenende außer Haus zu verbringen, denn sie will die Abwesenheit ihrer Mutter nutzen, um sich ihren Ängsten vor dem Alleinsein zu stellen. Max stimmt zu und trifft zu seinem Erstaunen vor der Wäscherei auf Christa. Die beiden schwelgen in gemeinsamen, sentimentalen Erinnerungen, als plötzlich Freddy wieder auftaucht und beteuert, ab jetzt mit Christa in jeder Beziehung „Vollgas“ geben zu wollen. Der Urlaub scheint gerettet. Doch kaum sind die beiden losgefahren, klingelt das Telefon …

### Falco!
Die Wäscherei Bachmeier kennt viele exzentrische Kunden: Dass aber plötzlich ein selbst ernannter Falco-Doppelgänger in der Wäscherei steht, der viele Details über die Familie Bachmeier kennt und noch dazu Christas Tochter Sieglinde sucht, das macht selbst die resolute Chefin Christa sprachlos.
Während Sieglinde mit Michi ein Zimmer in einer Wohngemeinschaft anschaut, offenbart dieser österreichische Falco-Typ den erstaunten Wäschereidamen, dass er Sieglinde in der gemeinsamen Therapie kennengelernt hat und dass sie zusammenleben wollen. Nach ihrer Rückkehr zieht sich Sieglinde mit Falco in die
mütterliche Wohnung zurück, wo sie lebhaft und gemeinsam mit dem Hausfreund und Ex-Opernsänger Max über Christas erdrückende Dominanz herziehen. Als Christa dies mitbekommt, wirft sie Falco erst einmal hinaus. Es folgen Diskussionen über das Verschwinden von Sieglindes Vater, der viele Jahre zuvor eine heiße Affäre mit einer bulgarischen Friseuse begonnen hatte und wegen dieser Christa und die kleine Sieglinde verließ. In einem heißen Schlagabtausch in der Wäscherei, in dem der Friseur Freddy allen den wahren, miesen Charakter von Christas Mann bestätigen soll, kommen allerdings noch ganz andere Wahrheiten ans Licht.

### Chakalaka
Es ist wieder mal Montagnachmittag, und als Christa von ihrem Schäferstündchen mit Freddy nach Hause kommt, trifft sie fast der Schlag, als sie im Flur einem nackten Afrikaner begegnet.
Beim Probekochen berichtet Sieglinde stolz von konkreten Plänen, mit Émile und weiteren Freunden einen „African Home Cooking Service“ aufzumachen und fragt ihre Mutter nebenbei nach einer frühzeitigen Teilauszahlung ihres Erbes. Bevor die Gemüter ganz hochkochen, verschwindet Christa in ihrer Wäscherei. Dort erwartet sie der nächste Schock, denn Michi präsentiert ihr nicht nur stolz den Wäschereitransporter mit Sieglindes neuem Firmenlogo, sondern auch noch eine Wagenladung voll neuwertiger Küchengeräte, günstig herbeigeschafft über seine ganz spezielle Quelle.
Als Sieglinde dazukommt, verliert Christa die Fassung, um sich anschließend wutentbrannt auf den Weg zu Sieglindes Therapeutin zu machen. Denn in dieser sieht Christa die Ursache allen Übels.

### Ein völlig neues Gefühl
Bewaffnet mit Blumen und Champagner stürmt Friseurmeister Freddy Biber am helllichten Tag in Christas Wohnung und bittet sie, seine Frau zu werden. Die völlig erstaunte Christa ist hin- und hergerissen zwischen Amüsement, Rührung und einer gewissen Ratlosigkeit. Freddy will endlich das jahrelange Versteckspiel beenden und bittet Christa, sich seinen Antrag bis zum Abend zu überlegen.
Als Christa ihrem Freund und Untermieter Max von ihren Heiratsplänen erzählt, tickt dieser komplett aus und auch Christas Angestellte und Freundin Gitti findet Heiraten im Alter lächerlich.
Selbst in Sieglindes neuer Wohnung ist die bevorstehende Heirat ein Thema, denn Tochter Sieglinde hält die Idee für absurd, findet ihre Mutter mal wieder peinlich und reagiert mit Fressattacken.
Nur Michi beginnt gleich pragmatisch mit dem Hochzeitsplaner Herrn Blaschka, erste Pläne für die Organisation der Hochzeit zu schmieden. Für Christa geht es nur um ihre Gefühle für Freddy, doch die fahren ordentlich Achterbahn.

### Nazdrave, Erich!
Sieglinde hat einen psychischen Zusammenbruch und liegt apathisch in ihrer Wohnung. Besorgt diskutieren Christa und Michi über mögliche Gründe. Michi vermutet, dass die sensible Sieglinde nicht damit klarkommt, dass ihr Vater Erich seit Jahren irgendwo in Bulgarien beerdigt liegt, wo sich kein Mensch um
sein Grab kümmert.
Zur gleichen Zeit will ein beschwingter Freddy mit Sack und Pack bei Christa einziehen und trifft auf den völlig perplexen Max, der an Christas Klavier gerade eine Gesangsstunde gibt. Es kommt zu einem hitzigen Streit zwischen beiden Männern, denn der von Eifersucht zerfressene Max kann und will den Friseurmeister Freddy nicht akzeptieren.
Zurück in der Wäscherei überzeugt Michi die Damen, dass es Sieglinde nach einem Besuch von Erich Bachmeiers Grab in Bulgarien gleich besser gehen würde – und dank seiner Organisation könne man bereits am nächsten Tag starten.

### Ludwig
Christa ist außer sich, denn soeben hat sie erfahren, dass ganz in der Nähe ein Münzwaschsalon eröffnet werden soll: ihr Ruin! Und da Ludwig, der Ex-Ehemann von Gitti, dahintersteckt, macht sie ihre Angestellte gleich lautstark dafür verantwortlich.
Auf den Hund gekommen ist ihr Lebensgefährte, der Friseurmeister Freddy Biber. Dies allerdings, ohne dass die Christa davon eine Ahnung hat. Der unverbesserliche Max Vonderthann ist fasziniert von seiner neuen Gesangsschülerin Angel – sie kommt aus Trinidad und ist ein Traum von einer Frau. Christas Tochter Sieglinde versucht, ihr Leben in den Griff zu bekommen, und kämpft mit leichteren Panikattacken. Bei ihr ist der Michi lieber als in der Wäscherei, was von seiner resoluten Chefin nicht besonders geschätzt wird. Deshalb ist eine Auseinandersetzung zwischen Mutter und Tochter wieder mal vorprogrammiert.
Da aber alle häuslichen Probleme im Hinblick auf die drohende Gefahr eines wirtschaftlichen Konkurses durch den geplanten Münzwaschsalon eher unwichtig sind, beginnt die Christa aktiv zu werden und sucht in Ludwigs politischer Vergangenheit nach delikaten Informationen.

### Bepperl
Die drohende Gefahr des Münzwaschsalons ist gebannt und Christa möchte gern zur Alltagsnormalität zurückkehren, als Freddy plötzlich blass und leicht verwirrt, aber ohne Hund im Waschsalon auftaucht. Christa schickt ihn in die Wohnung, wo er prompt den verliebten Max bei einem Schäferstündchen mit der schönen Angel stört. Auch die unscheinbare Gitti entwickelt ein Eigenleben: Sie will den bulgarischen Taxifahrer Danilo besser kennenlernen und dank moderner Technik verbringt sie viel Zeit vor dem Computer. Das ist Christa genauso wenig recht wie die Tatsache, dass ihr Angestellter Michi und ihre Tochter Sieglinde offensichtlich ein Liebespaar sind. Die Stimmung im Hause Bachmeier eskaliert, denn auf Christas Frage nach dem Verbleib des gemeinsamen Hundes, muss Freddy mit der Wahrheit rausrücken und beichten, dass Bepperl zu fünfzig Prozent auch noch seiner Ex-Frau Gabi gehört. Es kommt zum handfesten Krach und Christa verschwindet in der Wäscherei, wo ein euphorischer Max sie überreden möchte, seiner geliebten Angel einen Job zu geben.

### Rumba
Hochbetrieb und emsige Geschäftigkeit in der Wäscherei Bachmeier! Eigentlich könnte Christa die Hilfe von Max Freundin Angel gut gebrauchen, aber leider beginnt diese ihren ersten Arbeitstag gleich mit vier Stunden Verspätung. Der schuldbewusste Max versucht, alle Wogen zu glätten und ist froh, dass Christa und Gitti erst einmal zum Bettenkaufen losziehen. Unter Michis fachkundiger Anleitung bekommt Angel einen Crashkurs in Sachen Wäschepflege und mit der begeisterten Unterstützung von Max wird die laszive Angel zu richtiger Arbeit an Waschmaschine und Heißmangel genötigt. Dass dies der Anfang vom Ende ist, das ahnt der Max da noch nicht. Sieglinde versucht mit Arbeit in einem Café, wieder Stabilität und Lebensfreude zu finden und vorsichtig lassen sie und der Michi Gefühle zu, nach dem Motto: zwei Schritte vor und einen zurück. Zwischenzeitlich ist auch der Freddy nicht untätig: Neuen Schwung in seine Beziehung zu Christa soll die Schnupperstunde in der Tanzschule Dancer's Paradise' bringen. Damit geht allerdings der Ärger erst richtig los.

### Bogdana
Bis zum goldenen Tanzabzeichen möchte der Freddy mit seiner Christa tanzen – für ihn bedeutet Tanzen die Lösung aller Beziehungsprobleme. Während er euphorisch Tanzschuhe anschleppt und seine Hochstimmung vor Max ausposaunt, leidet dieser unendlich darunter, dass seine Traumfrau Angel ihn schnöde hat sitzenlassen. In diese Stimmung hinein platzt eine empörte Gitti, die Christa dafür verantwortlich macht, dass ihr bulgarischer Danilo nun doch nicht nach München kommt. Und das ist nicht die einzige Bombe an diesem Tag, denn plötzlich steht Bogdana in der Wäscherei, die Frau, die zwanzig Jahre zuvor Christas Ehe zerstört hat. Das hat Folgen für Max, der sofort in Liebe entflammt, den Freddy als früheren Friseurchef und auch für Christa, die brachial mit ihrer eigenen, noch nicht aufgearbeiteten Vergangenheit konfrontiert wird.

### Tschako
Christa hat offensichtlich Probleme mit der Anwesenheit von Bogdana: Nicht nur, weil sich Sieglinde und Max mit ihr anfreunden, sondern auch die Tatsache, dass Bogdana den Nachnamen Bachmeier trägt, treibt sie zur Weißglut. Dazu wird plötzlich Freddy ziemlich ramponiert von einem Sanitäter nach Hause gebracht. Als er mit der Wahrheit über seine Kopfblessuren rausrückt, ist für Christa das Maß voll: Sie macht sich schön, fährt in die Tanzschule und sucht das Abenteuer mit dem Grasberger Tschako, dessen Charme und stilvolle Anmache sie total faszinieren. In der Wäscherei beginnen Sieglinde und Michi, ihre Verliebtheit zu genießen, während die resolute Gschoßmann Irmi die unschlüssige Gitti erfolgreich überzeugt, ihrem Herzen zu folgen und den Danilo in Bulgarien zu besuchen.

### Mambo
Christa begleitet eine glückliche Gitti zum Bus nach Bulgarien. Abends überrascht Freddy sie mit einem Candle-Light-Dinner und gesteht ihr seine Liebe. Christa ist sehr gerührt, allerdings nur bis zum nächsten Morgen. Denn da erkennt sie, dass Freddy bei all seinen Liebesbeweisen noch immer nicht frei ist von seiner Exfrau Gabi. Kurzentschlossen sucht sie den Grasberger Tschako auf, doch in der Tanzschule erwartet sie die nächste Hiobsbotschaft: Der österreichische Charmeur hat sich aus dem Staub gemacht. Völlig fassungslos, und nach einem konfrontativen Besuch bei Sieglinde und Michi im neuen Caféhaus, beginnt Christa innezuhalten und langsam reift in ihr die Erkenntnis, was wirklich wichtig ist. Sie packt Freddys Sachen und setzt ihn an die Luft! Unterdessen managen Max und die Gschoßmann Irmi spontan die Wäscherei. Und dort begegnen sich am Abend dann auch Christa und Max: melancholisch, sentimental, emotional.

### Alles anders
Christa hat als Aushilfe für Gitti die Gschoßmann Irmi eingestellt. Im Cafe von Michi und Sieglinde herrscht dicke Luft, denn Christa hat einen Auftritt bei ihnen als Übermutter. Christa ist gerade richtig in Fahrt und geht zu Freddy und will eine dreimonatige Auszeit. Freddy reagiert sehr gelassen. Plötzlich brennt der Lieferwagen …

### Adiós, Freddy!
Bruno Weggelein, ein Mitarbeiter des Gewerbeaufsichtamten, kontrolliert die Firma und stellt fest, dass die Technik sehr marode sei. Zudem erfährt Christa, dass Freddy im Krankenhaus liegt, wegen Mordversuch.

### War Spaß, oder?
Christa Bachmeier ist empört, denn ohne ihr ausdrückliches Einverständnis feiern die Gschoßmann Irmi und die neue Aushilfe Kostelic Hasi mitten in der Wäscherei ihren Einstand … mit südfranzösischer Fischsuppe! Der Kundschaft gefällt es, und deshalb macht die Chefin gute Miene zum lukullischen Spiel, rauscht aber dann doch lieber ab, um mit Sieglinde ins Krankenhaus zu Freddy Biber zu fahren.
Noch bevor beide wissen, was mit dem Friseur passiert ist, eröffnet Sieglinde ihrer Mutter, dass sie schwanger ist – Christa ringt um Fassung!
Gleichzeitig arbeitet Max Vonderthann euphorisch an einem Gesangs-Comeback in der Operette „Der Vogelhändler“ und kann Bogdana begeistern, ihn dabei zu unterstützen. Bei dem Gedanken, Oma zu werden, ist Christa weiter völlig von der Rolle und ergeht sich in Nebensächlichkeiten, um am Ende des Tages in jedes nur erdenkliche Fettnäpfchen getreten zu sein …

### Lecko mio!
Max Voderthann versucht mithilfe von Bepperl an Christas Moral zu appellieren und kassiert eine herbe Abfuhr: Christa will sich weder um ihren kranken Ex-Lebensgefährten Freddy noch um dessen Hund kümmern, sondern lieber um ihre Wäscherei und ihr eigenes Leben – und auch um den Bruno Weckerlein, der offensichtlich Feuer gefangen hat bei ihr. Max steht zwischen den Fronten. Als Hundesitter sieht sich der Max unfreiwillig zwischen allen Fronten und darf dazu noch die Launen des rollstuhlfahrenden Freddy Biber ertragen. Von Sieglindes Schwangerschaft beflügelt, macht Michi seiner Liebsten einen romantischen Heiratsantrag, der bei der komplizierten Sieglinde überhaupt nicht gut ankommt. Dazu steht plötzlich der Grasberger Tschako im Café, um Michi wieder für einen Spezialauftrag zu gewinnen. Und nach einem Candle-Light-Dinner gibt es für die Christa in ihrer Wäscherei auch noch eine pikant-peinliche Überraschung …

### Hase in Rotwein
Die Gitti ist aus Bulgarien zurück – sowohl Christa wie auch die Gschoßmann Irmi zerreißt es schier vor Neugier, denn sie wollen alles über Gittis überstürzte Abreise wissen. Da hinein platzt ein wütender Max Vonderthann, der gleich alle drei Damen beschimpft wegen der Ignoranz, die sie seiner aktuellen Operettenproduktion entgegenbringen.
Auch Freddy Biber ist emotional geladen, denn die Abreise zu seinem Kuraufenthalt steht an und die zelebriert er im Waschsalon: Vor der Christa übergibt er sowohl den Bepperl wie auch seine Patientenverfügung an … die Gschoßmann Irmi.
Im Theater in Haar probt Max den „Vogelhändler“ und dort trifft der Tschako Grasberger den Michi, der mit seiner hormongeladenen schwangeren Sieglinde von einem Extrem ins andere schlittert.
Und auch bei Christa und Gitti knirscht es gewaltig – versöhnt sind die beiden erst wieder, als plötzlich Besuch aus Bulgarien in der Teeküche steht …

### Ganz viel Liebe
In der Wäscherei ist ein kleiner Zickenkrieg im Gange, denn die Gitti eifert gegen die Gschoßmann Irmi. Bevor Christa die Situation klären kann, kündigt Irmi souverän ihren Job, was der Gitti auch wieder nicht recht ist.
Im Theater in Haar ist der große Tag der Operettenpremiere da und überall ist Betriebsamkeit zu spüren. Ein aufgeregter Max Vonderthann verbreitet ungefragt Optimismus im Künstlerensemble, und viel zu früh erscheinen Christa und Gitti im Theaterfoyer.
Dann geht es Schlag auf Schlag und alle werden durchgeschleudert: Mutter Christa und Tochter Sieglinde knallen heftig aufeinander, Michi kriegt eine wertvolle Geige in die Hand gedrückt und der Grasberger Tschako küsst öffentlich Bogdana. Dazu kommt überraschend Freddy Biber mit der Gschoßmann Irmi samt Bepperl zur Vorstellung, und plötzlich ist Max verschwunden … und der Abend noch lange nicht zu Ende!

## Rezeption
„Es war nur eine Frage der Zeit, bis Peter Bradatsch, Autor von 'FRANZI', Schneeberger eine eigene Serie auf den Leib schneidert. (…) Schneeberger beweist sich wieder einmal als begnadete Komödiantin.“

„Manchmal ist es nur ein Wort, das eine Figur in ein Gespräch wirft. Aber gepaart mit der richtigen Mimik, Gestik und im rechten Moment ausgespuckt, gesäuselt oder emotionslos konstatiert, ist es genau das, was so schwer zu schreiben und zu spielen ist: tragisch und komisch zugleich.“

„Wer will zurück in die Achtziger? Der Bayerische Rundfunk sendet mit 'Im Schleudergang' eine Serie für Liebhaber platter Klischees und überzeichneter Figuren.“

„Der Humor in dieser Serie kommt nicht laut und polternd daher, sondern wirkt authentisch. (…) 'Im Schleudergang' ist ein Stück Fernsehunterhaltung, wie es bestenfalls sein kann.“

„Die rosarote Brille, die Fernsehredakteure ihren Autoren sonst gerne aufzwingen, wurde nicht aufgesetzt. Und so sind Geschichten entstanden, die wie aus dem Leben gegriffen sind. Sehr realistisch und doch beste Unterhaltung.“

Gisela Schneeberger wurde am 10. Februar 2014 bei der Berlinale als beste Schauspielerin in einer komödiantischen Rolle („Im Schleudergang“, „Add A Friend“, „Eine ganz heiße Nummer“) mit dem Deutschen Schauspielerpreis ausgezeichnet.
Am 23. Mai 2014 erhielt Gisela Schneeberger beim Bayerischen Fernsehpreis 2014 für ihre Rolle als Christa Bachmeier in Im Schleudergang als beste Schauspielerin in der Kategorie „Serien und Reihen“  den Blauen Panther.
Die Begründung der Jury lautete:

„Der 'Schleudergang', ein Mix von urbayerischen, komischen und skurrilen Schwabinger Geschichten, lebt im Wesentlichen von Gisela Schneeberger, die einmal mehr ihr unglaubliches Können ausspielt. Schneeberger lebt alle ihre Rollen in unnachahmlicher Manier: Sie kann Satire 'Fast wia im richtigen Leben', sie kann 'Scheibenwischer', sie tändelt mit dem Monaco Franze, und sie gibt die Chefin, Mutter, Geliebte und Freundin im Schwabinger Waschsalon!
Schneeberger spielt die Schwabinger Unternehmerin mit Witz, Temperament, Attraktivität und Resolutheit ironisch und sich selbst persiflierend zugleich. Ob die permanent verunglückten Dispute mit ihrer unglücklichen Tochter, die Hakeleien mit dem sich anbiedernden Hausfreund, das zähe Liebesleben mit ihrem Provinz-Lover und ihr 'chefiges' Gebaren in der Wäscherei: Schneeberger laviert sich da immer und irgendwie liebenswert durch. Zur Hochform läuft sie auf, als sie eine Einladung zum Papstbesuch ergattert und damit in die Schickeria aufzusteigen hofft. Schneeberger, die dieses Highlight im Treppenhaus lässig und nebenbei jedem ihrer Lieben nahebringt, zeigt einmal mehr, dass sie große Schauspielerei beherrscht.“

## Veröffentlichung
Die ersten zwölf Folgen konnte man auf der Sendungsseite des Bayerischen Rundfunks drei Monate nach Ausstrahlung der jeweiligen Folge als Podcast herunterladen. Seit dem 26. April 2013 gibt es die ersten sechs Folgen auf DVD.